# Erasmus Darwin
Erasmus Darwin (n. 12 decembrie 1731, Elston⁠(d), Anglia, Regatul Marii Britanii – d. 18 aprilie 1802, Breadsall Priory⁠(d), Anglia, Regatul Unit al Marii Britanii și Irlandei), bunicul lui Charles Darwin, a fost un botanist, zoolog și doctor englez. 

## Biografie
Erasmus Darwin s-a născut la Elston-Hall, la 12 decembrie 1731. A studiat la Chesterfeld School, la St. John`s College, terminând Universitatea de Medicină din Edinburgh. A lucrat ca medic la Nottingham, apoi la Lichfield. 
A susținut o teorie evoluționistă similară celei a lui Lemark, afirmând că speciile se modifică prin adaptarea la mediu în mod intenționat.

## Lucrări
- Zoonomia